# Liste der Kulturdenkmäler in Ullern (Oslo)
Die Liste der Kulturdenkmäler in Ullern (Oslo) enthält die vom Riksantikvaren gelisteten Kulturgüter im Osloer Stadtteil Ullern. Nicht alle der gelisteten Kulturgüter stehen unter Denkmalschutz, können aber Teil eines denkmalgeschützten Ensembles sein oder ihre Veränderung muss mit dem Riksantikvaren abgesprochen werden. Die Denkmalnummer führt mit einem Link zur Beschreibungsseite kulturminnesøk des Riksantikvaren.

## Liste der Kulturdenkmäler in Ullern
| Bild           | Bezeichnung            | Lage                                  | Art                                  | Datierung     | Beschreibung | Denkmal- nummer |
| -------------- | ---------------------- | ------------------------------------- | ------------------------------------ | ------------- | --- | --------------- |
| BW             | Grabfund Oberes Ullern | Ullern Karte                          | archäologisches Denkmal: Grabfund    | unbestimmt    | Grabfund eines Mannes aus der Wikingerzeit, 1887 entdeckt Grabbeigaben: eisernes Schwert, eiserne Axt, eiserne Speerspitze Denkmalschutz unklar | 21556           |
| weitere Bilder | Ekely                  | Ullern Jarlsborgveien 14 Karte        | Bauwerk: Atelier Städtebau: Siedlung | 19. / 20. Jh. | Atelier von Edvard Munch und später errichtete Künstlerkolonie im Funktionalismus (Moderne)                                                     | 86177           |
| weitere Bilder | Elsero                 | Ullern Arnstein Arnebergs vei 3 Karte | Bauwerk: Villa                       | 1923          | Architekt: Arnstein Arneberg | 86178           |
| BW             | Montebello             | Ullern Montebelloveien Karte          | Bauwerk: Herrenhaus                  | 1829          | Architekt des Hauptgebäudes: Christian Heinrich Grosch                                                                                          | 86182           |
| weitere Bilder | Nygaard und Øvergård   | Ullern Lilleakerveien 26 Karte        | Bauwerk: Wohnhaus                    | 19. Jh.       | | 86183           |
| weitere Bilder | Ørakerbråten           | Ullern Lilleakerveien 30 Karte        | Hofanlage                            | 18.−20. Jh.   | | 86188           |
| weitere Bilder | Sofienlund             | Ullern Drammensveien 155 Karte        | Bauwerk: Wohngebäude                 | 19. Jh.       | zweigeschossiges Hauptgebäude von 1813–1826 mit Einfluss des Empirestils, Nebengebäude im Schweizerstil aus dem Jahr 1853                       | 86189           |
| BW             | Fåbro                  | Ullern Karte                          | Städtebau: Grünanlage                | 18. Jh.       | Landschaftspark, nicht unter Denkmalschutz | 148880          |
| BW             | Park Ullern            | Ullern Karte                          | Städtebau: Grünanlage                | 18. Jh.       | Landschaftspark, nicht unter Denkmalschutz | 149392          |
| Park Vækerøy   | Park Vækerøy           | Ullern Vækerøveien Karte              | Städtebau: Grünanlage                | 18. Jh.       | nicht unter Denkmalschutz | 149422          |
| BW             | Park Lilleaker         | Ullern Karte                          | Städtebau: Grünanlage                | 18. Jh.       | nicht unter Denkmalschutz | 149392          |
| Søndre Skøyen  | Søndre Skøyen          | Ullern Karte                          | Städtebau: Grünanlage                | 19. Jh.       | englischer Landschaftsgarten, nicht unter Denkmalschutz                                                                                         | 149468          |

- Karte mit allen Koordinaten:
- OSM |
- WikiMap